# Прыжки в фигурном катании

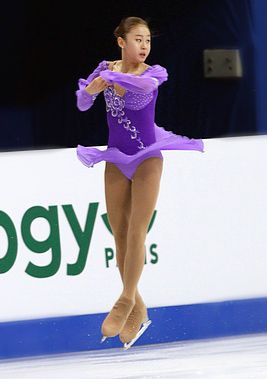
Чхэ Сонджу вращается в воздухе (на Чемпионате четырёх континентов—2015).

Прыжки — это обязательные элементы программы фигурного катания для всех дисциплин, кроме спортивных танцев на льду. Как пишет Елена Чайковская в своей книге, без них «фигурное катание теряет свою остроту». Прыжки разделяются на две группы: рёберные, когда фигурист отталкивается от ребра опорного конька, и зубцовые, когда отталкиваются зубцом (носком) свободной ноги. Прыжки под названием сальхов, риттбергер и аксель — рёберные, а тулуп, флип и лутц — зубцовые (носковые) прыжки. Самым сложным из всех прыжков является аксель.
В XXI веке сильнейшие фигуристы владеют прыжками в 4 оборота. Кроме того, появились каскады прыжков, когда несколько прыжков выполняется подряд, например, два тройных или четверной—тройной—двойной. Высота прыжка зависит от силы толчка опорной ноги и от маха свободной Кроме того, необходимо закончить прыжок или каскад красивым выездом..
В одиночном катании и мужчины, и женщины стараются включать в программы несколько четверных. Фигуристы в парном катании также выполняют «выбросы». Алексей Мишин отмечает, что владение сложными прыжками часто дает спортсмену решающее преимущество перед соперниками.
Кроме многооборотных прыжков, различают также подскоки (прыжки до полуоборота, в которых фигурист демонстрирует красивую позу; считаются связующими и разрешены в дорожках шагов) и прыжки во вращение (правила ИСУ относят их к вращениям, а не к прыжкам).

## История

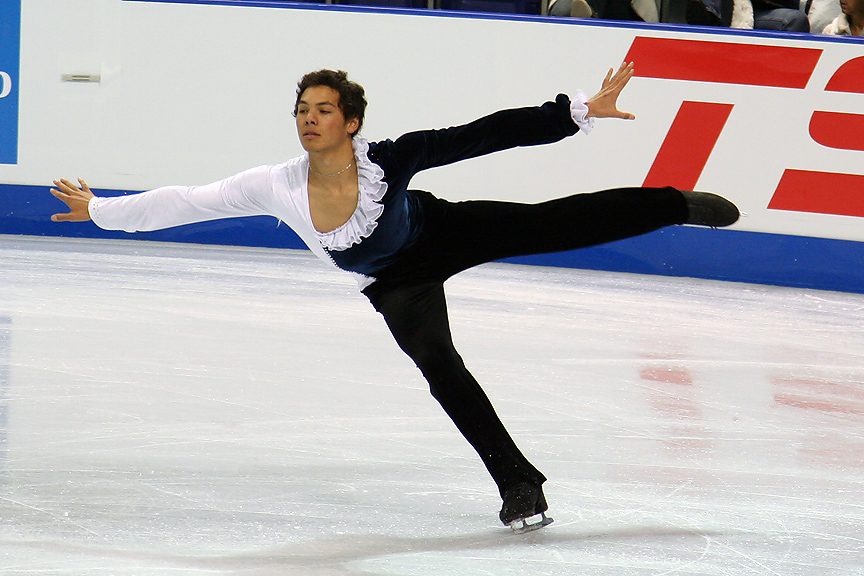
Джамал Отман приземляется после прыжка на Skate Canada International 2006 года.

На водоёмах бывают препятствия — проруби, бугры, вмёрзший мусор — и конькобежец, естественно, должен уметь преодолевать их. Когда появились железные коньки с двумя рёбрами, появилась возможность это делать прыжком, не сбавляя хода. Когда начали рисовать на льду картинки и вензели, потребовалось прыжком прерывать линию, чтобы начать с другого места. Чтобы выход получился под углом ко входу, изобрели прыжки с вращением — перекидной и риттбергер. Само название «риттбергер» пришло из ГДР, в более ранней литературе (да и в других языках) этот прыжок называется «прыжок петлёй». Прыжок исполняли и задолго до В. Риттбергера. В конце XIX века Аксель Паульсен сенсационно прыгнул перекидной в полтора оборота — в дальнейшем этот трюк назвали «прыжком Акселя Паульсена», или акселем.
В начале XX века появились и другие прыжки. Ульрих Сальхов осознал, что можно добавить угловой скорости, раскрутившись «тройкой». Для более мощного толчка назад на обязательных фигурах коньки снабдили зубцом спереди; выяснилось, что этот зубец удобен как опора при прыжках. В те времена принято было считать, что прыжки доступны не каждому фигуристу, только наиболее одарённым. Выдающиеся спортсмены включали в свои программы два-три сложных прыжка — лутц и флип в один оборот, а также прыжки в полтора оборота.
К 30-м годам фигуристы освоили все двойные прыжки, кроме акселя. Тогдашняя прыжковая техника большего не позволяла — пока тренер Гюста́в Люсси́ (или, в американской транскрипции, Гус Ласси) не произвёл переворот, заложив основы современной техники прыжков. На Белой Олимпиаде в Санкт-Морице (1948 год) его ученик Дик Баттон буквально летал над катком, наградой ему стала золотая олимпийская медаль в одиночном катании. «Изюминкой» выступления стал аксель, исполненный совсем иначе, чем «прыжок Паульсена». Сразу две новинки — «шаг в воздух» и плотная группировка со скрещёнными ногами — позволили провернуться на 2,5 оборота. Именно с Баттона в фигурном катании «прописались» прыжки в несколько оборотов и другие акробатические элементы. В 1952 году тот же Баттон исполнил первый тройной прыжок — риттбергер.
В 1976 году Терри Кубичка исполнил сальто. На следующий сезон сальто запретили.
К середине 1980-х годов обычным делом у мужчин стал тройной аксель. Первым четверной тулуп выполнил Курт Браунинг в 1988 году. В 1998 году Тимоти Гейблу покорился четверной сальхов, в 2011 году Брэндону Мрозу — четверной лутц. К концу 2016 года мужчины исполнили все три четверных прыжка без смены ноги: лутц, флип, риттбергер. Дошло до того, что в 2018 году серьёзно уменьшили ценность четверных прыжков — бывали фигуристы, исполнявшие шесть четверных за программу (при разрешённом максимуме в семь прыжков).
Первый четверной среди женщин — сальхов — исполнила Мики Андо в 2002 году. В 2017 четверной сальхов стала заявлять на соревнования тринадцатилетняя Александра Трусова, но выполнить его чисто ей удалось только в 2018 году на финале Кубка России. Через две недели на юниорском чемпионате мира она впервые выполнила два четверных прыжка в произвольной программе: тулуп и сальхов. Она же стала первой исполнительницей каскада с четверным прыжком — на этапе юниорской серии Гран-при она чисто выполнила четверной тулуп в каскаде с тройным тулупом. На этапах юниорской серии Гран-при 2018 года было предпринято две попытки исполнения четверного лутца женщинами — Александрой Трусовой (недокрут) в Каунасе и Анной Щербаковой (недокрут и падение) в Ричмонде. На чемпионате мира 2019 года в Саитаме первой женщиной, исполнившей на взрослых соревнованиях четверной прыжок (сальхов) стала казахстанская фигуристка Элизабет Турсынбаева.
Артур Дмитриев впервые заявил четверной аксель на официальных стартах. В 2018 году на этапе Гран-при Rostelecom Cup, в финале Кубка России и чемпионате России им было предпринято три попытки, но все они завершились падением. В 2021 году на чемпионате Японии Юдзуру Ханю впервые приземлил четверной аксель, однако из-за большого недокрута его засчитали как тройной. В 2022 году Илья Малинин, выступающий за сборную США, чисто исполнил четверной аксель на турнире US International Classic и стал первым фигуристом в истории, которому удалось исполнить прыжок на официальных соревнованиях.
Существует более десятка разных вращательных прыжков. Впрочем, ещё в середине XX века стандартом стали шесть наиболее эффективных заходов, в которых возможно исполнить более двух оборотов. Именно эти прыжки объявили «зачётными» (listed jumps), то есть оцениваемыми судьями.

## Многооборотные прыжки
|            | Зубцовый | Рёберный | Заход с левой ноги1 | Заход с внешнего ребра | Заход с движения назад | Одинарный (базовая оценка)2 | Двойной (базовая оценка)2 | Тройной (базовая оценка)2 | Четверной (базовая оценка)2 | Покорение четверного3 мужчинами | Покорение четверного3 женщинами |
| ---------- | -------- | -------- | ------------------- | ---------------------- | ---------------------- | --------------------------- | ------------------------- | ------------------------- | --------------------------- | ------------------------------- | ------------------------------- |
| Тулуп      | Да       | Нет      | Нет                 | Да                     | Да                     | 0,4                         | 1,3                       | 4,2                       | 9,5                         | 1988                            | 2018                            |
| Сальхов    | Нет      | Да       | Да                  | Нет                    | Да                     | 0,4                         | 1,3                       | 4,3                       | 9,7                         | 1998                            | 2002                            |
| Риттбергер | Нет      | Да       | Нет                 | Да                     | Да                     | 0,5                         | 1,7                       | 4,9                       | 10,5                        | 2016                            | 2021 4                          |
| Флип       | Да       | Нет      | Да                  | Нет                    | Да                     | 0,5                         | 1,8                       | 5,3                       | 11,0                        | 2016                            | 2019                            |
| Лутц       | Да       | Нет      | Да                  | Да                     | Да                     | 0,6                         | 2,1                       | 5,9                       | 11,5                        | 2011                            | 2018                            |
| Аксель     | Нет      | Да       | Да                  | Да                     | Нет                    | 1,1                         | 3,3                       | 8,0                       | 12,5                        | 2022                            | Нет                             |

1 Здесь и далее слова «левый» и «правый» относятся к спортсмену с левым вращением, коих большинство.
2 Данные на сезон 2019—2020 за чистый прыжок (недокрут до 90°). За недокрут до 180° начисляется 80 % баллов. Если недокрут больше 180° — оценка на одну ступень меньше (например, неудавшийся тройной оценивается как двойной).
3 Зелёный цвет — исполнен на соревновании, санкционированном ИСУ (без серьёзных ошибок — падений, приземлений на две ноги, недокрутов; указано соревнование, на котором прыжок был впервые засчитан). Жёлтый — были неудачные попытки. Красный — на соревнованиях не исполнялся.
4 Соревнование национального уровня.

### Техника исполнения

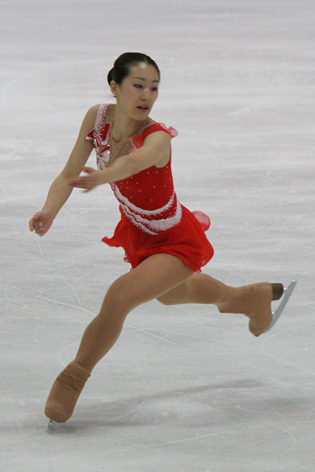
Заход на аксель и амортизация. Хорошо видно типичное для акселя торможение ребром. Лю Янь, Nebelhorn Trophy 2009, FS

Многооборотный прыжок состоит из пяти фаз:
1. Заход. Фигурист разгоняется; чтобы добавить угловой скорости, делает разворот. Заодно разворот скрывает фазу амортизации, чтобы прыжок был неожиданным для зрителей.
2. Амортизация. Выйдя на нужную траекторию, фигурист сильно приседает на одной ноге.
3. Толчок — опорной ногой в рёберных прыжках, и свободной в зубцовых. В закрутке участвуют поворот корпуса, мах свободной ногой и крутизна траектории захода[15]. В подбросе — собственно толчок, движение рук, свободной ноги и разгон. Чтобы не упасть на дуге выезда, ещё в момент толчка нужно наклониться внутрь этой дуги — поэтому так сложен лутц.
4. Полёт. Чтобы выполнить за время полёта несколько оборотов, нужно сгруппироваться как можно быстрее и плотнее — а в момент приземления резко разгруппироваться. Левая нога ставится накрест с правой — осью вращения должна быть та нога, на которую приземляешься. До 180° «съедается» отталкиванием, до 90° — приземлением, поэтому, например, в тройном прыжке спортсмен проворачивается в воздухе на 2,25—2,5 оборота.
5. Приземление. Во всех шести прыжках «левый» спортсмен будет приземляться на правый конёк — сначала на зубец, после чего ставит конёк на полоз и делает выезд на внешнем ребре. Вращение частично гасится движением рук и свободной ногой, частично — выездом по дуге.

#### Травматизм
Одиночное катание не намного отстаёт по травмоопасности от парного — в первую очередь из-за прыжков. У фигуристов часты травмы коленного и тазобедренного суставов от неудачного падения. Не менее серьёзная проблема — искривление позвоночника, скручивание поясницы и суставов от постоянного приземления на одну и ту же ногу.

### Виды прыжков

#### Зубцовые
Лутц выполняется с внешнего ребра левой ноги, поэтому траектория фигуриста выглядит как буква S. Основной заход на лутц — длинная дуга, поэтому отличить его от флипа (исполняемого с другого ребра) несложно.
Тулуп выполняется с внешнего ребра правой ноги — таким образом, на выходе фигурист оказывается в той же позиции, что и на входе. Поэтому тулуп подходит на роль второго прыжка в каскаде. С длинной дуги не исполняется, типичные заходы — тройка вперёд-внутрь и вальсовая тройка.
Флип выполняется с внутреннего ребра левой ноги. Исполняется с разворота: тройки вперёд-наружу или моухока на внутренних рёбрах.

#### Рёберные

Аксель.

Аксель разительно отличается техникой от всех остальных прыжков — с хода назад спортсмен, перед тем как прыгнуть, делает разворот. И уже с движения вперёд, после замаха правой ногой, исполняется прыжок.
Риттбергер, как и тулуп, выполняется с внешнего ребра правой ноги — поэтому он тоже кандидат на роль второго прыжка в каскаде. Для стороннего наблюдателя риттбергер — самый «бесхитростный» прыжок, без заметных подготовительных движений. Чаще всего исполняется с дуги или с тройки вперёд-внутрь.
Сальхов выполняется только с разворота (тройки вперёд-наружу или моухока). Прыжок делается с внутреннего ребра левой ноги и всегда сопровождается характерным махом правой ногой вокруг тела. Тройные и четверные сальховы часто исполняются с двух ног, неопытный болельщик может принять такой сальхов за тулуп или флип.

## Каскады прыжков
В каскаде отрыв второго прыжка происходит из той позиции, в которой спортсмен приземляется после первого, без каких-либо шагов и перегруппировок. Поэтому из стандартных прыжков в качестве второго пригодны тулуп и риттбергер. Альтернативы:
- Вторым прыжком исполнить ойлер, затем сальхов или флип. Например, аксель—ойлер—флип. Повсеместно практикуется в слабых классах, а также на роликах. С включением ойлера в разряд оцениваемых прыжков каскады через ойлер появились в арсенале ведущих фигуристов.
- Приземлиться на левую ногу, затем сальхов или флип (такие приземления для всех прыжков в 2 и более оборота, кроме последнего, прямо разрешены). Это правило использовал Артур Дмитриев, первым исполнив каскад «тройной лутц на левую ногу — тройной флип». Ранее каскады с флипом вторым прыжком никогда не исполнялись[источник не указан 1065 дней]. Ирина Роднина исполняла каскад «двойной аксель на левую ногу — двойной сальхов».
- Сделать вторым прыжком лутц в противоположную сторону. Такое практиковалось в эпоху одиночных прыжков; сейчас большинство фигуристов отрабатывают прыжки только в одну сторону. К тому же первый прыжок нужно выполнить уверенно, с большим «запасом» — траектория захода на лутц очень пологая.

Каскад тройного прыжка с двойным — обязательный элемент одиночного катания в соревнованиях международного уровня. По данным на сезон 2010—11, в произвольной программе одиночникам разрешён один каскад не более чем из трёх прыжков и ещё два — по два прыжка. Парам — один каскад из трёх прыжков.
Алексей Мишин делит каскады на две категории: в одних второй прыжок исполняется за счёт остаточного вращения с первого (любой стандартный — риттбергер), в других — прыжки выполняются раздельно (любой стандартный — тулуп, одноногий аксель — сальхов).

## Комбинации
Комбинация — последовательность прыжков, при которой происходит смена опорной ноги перед следующим прыжком. Классический вариант комбинации — исполнение двойного акселя вторым прыжком (например тройной аксель — двойной аксель, четверной лутц — двойной аксель). Комбинации с давних пор входят в арсенал Елизаветы Туктамышевой.
Однако с сезона 2022/23 популярность данной комбинации выросла, так как если раньше комбинации теряли 20% от базовой стоимости элемента, то теперь данной потери нет.

## Прыжки во вращение
Обязательный элемент одиночников (и мужчин, и женщин). Современные правила относят прыжки во вращение ко вращениям, а не к прыжкам.

## Прочие прыжки

### Разное
- «Козлик», также «заячий подскок» (англ. bunny hop) — несложный прыжок, который разучивается начинающими, чтобы контролировать тело в воздухе. Встречается преимущественно в детских программах. Крайне редко — в дорожках шагов.
- Сальто, запрещенные в соревнованиях долгое время, были разрешены 59-м конгрессом Международного союза конькобежцев.

### С отрывом типа риттбергера
- Ойлер (англ. half-loop) — однооборотный прыжок с приземлением на маховую (левую) ногу назад-внутрь, применяется как промежуточный между любым стандартным и сальховом/флипом.
- Валлей, цак (англ. Walley jump) — прыжок, похожий на риттбергер, но исполняется с внутреннего ребра правого конька.
- Внутренний аксель — выполняется с внутреннего ребра правой ноги ходом вперёд, мах выполняется левой ногой.

### С отрывом типа флипа/лутца

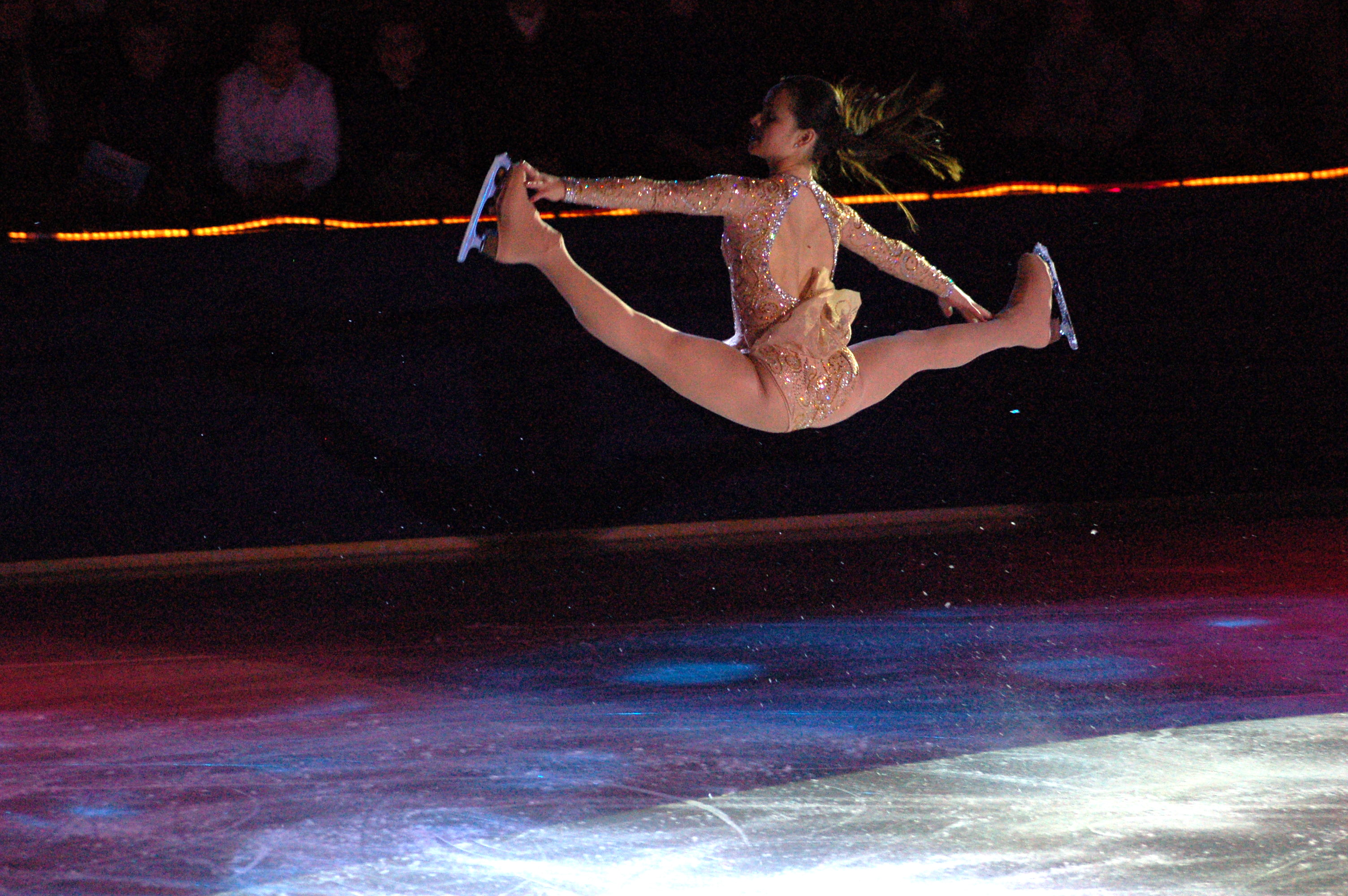
Саша Коэн исполняет прыжок в шпагат на показательных выступлениях.

- Прыжок в шпагат (англ. split jump) — вид прыжка, в котором фигурист принимает позицию шпагата в воздухе. В отличие от большинства других прыжков, суть этого прыжка — не во вращениях, а в позиции: необходимо принять определённую позицию в воздухе, а не вращаться определенное количество раз[20]. В качестве альтернативы некоторые фигуристы выполняют «русский шпагат», широко расставляя ноги в воздухе[20]. «Олень» (англ. stag jump) — прыжок, напоминающий продольный шпагат, но маховая нога сгибается в колене. Прыжки в шпагат выполняются на манер флипа или лутца[21], но спортсмен не группируется, а, наоборот, принимает нужную позу и, провернувшись на пол-оборота, приземляется вперёд на зубец.

### С отрывом типа акселя
- Перекидной, он же «вальсовый прыжок» (англ. waltz jump) — аксель в половину оборота.

## В парном катании

### Параллельный прыжок
Также «синхронный прыжок». Дама и кавалер исполняют одновременно один и тот же прыжок так, чтобы у зрителей осталось впечатление согласованности. Если у партнёров сильно различается техника, прыжки синхронизируют по выезду, стараясь сделать позы выезда идентичными. Обычно ближе к судьям располагают даму. Фигуристы мирового класса, как правило, исполняют тройной сальхов/тулуп, реже — двойной аксель. Прыжки более сложные (риттбергер, флип, лутц) на данный момент (2011) встречаются крайне редко.
Каскады в короткой программе не исполняются, в произвольной на сезон 2010—11 разрешён один каскад из трёх прыжков.

### Поддержка, выброс, подкрутка
Обязательные элементы парного катания, в основе которых — элемент связанный с вращением, исполняемый партнершей.